# حسن‌آباد (جهرم)
حسن‌آباد نام روستایی از توابع بخش مرکزی شهرستان جهرم در استان فارس است.

## جمعیت
این روستا در دهستان جلگاه قرار دارد و بر اساس سرشماری مرکز آمار ایران در سال ۱۳۹۵، جمعیت آن ۰ نفر بوده‌است.